# Tous ceux qui tombent (pièce radiophonique)

Tous ceux qui tombent est un drame radiophonique de Samuel Beckett. Elle est la traduction par Robert Pinget, révisée par l'auteur de la version anglaise All That Fall. Elle a été mise en ondes pour la radio en 1959 par Alain Trutat, jouée par Roger Blin, Jean Martin, Maryse Paillet et le jeune Patrick Dewaere (Patrick Maurin). Elle a été ensuite adaptée pour la télévision, malgré les réticences de l'auteur pour toute forme de mise en scène, téléfilm en noir et blanc réalisé par Michel Mitrani, produit par l'ORTF et diffusé pour la première fois sur la première chaîne française, le 25 février 1963. Le téléfilm est jugé « mal fait je trouve, mais bien reçu » par Beckett.

## Argument
Madame Rooney, geignarde et semi-impotente, « pourrie de chagrin et de graisse et de douleurs et de stérilité », et qui rêve de « se répandre par terre comme une bouse et ne plus bouger », va chercher son mari aveugle à la gare. Elle rencontre en chemin différentes connaissances. Lorsque le train arrive, en retard, le couple entreprend un retour lent et pénible. En chemin, l'homme se souvient d'une envie ancienne de tuer un enfant pour « couper court à un fiasco en fleur » et éclate d'un rire sauvage lorsqu'il apprend que le prochain prêche aura pour thème « L'Éternel soutient tous ceux qui tombent ». On apprend que le retard du train est dû à la chute d'un enfant sous les roues.

## Présentation
Cette pièce radiophonique est une traduction de la version anglaise composée en 1956. Beckett y prévoit les bruitages donnant corps à chacun des dix personnages et constituant un véritable paysage sonore, ainsi qu'un accompagnement musical : le quatuor « La jeune file et la mort » de Schubert.
Le texte rassemble de nombreux souvenirs de la jeunesse irlandaise de l'auteur, patronymes, bruits, lieux, pour ajouter une couleur locale à un climat de déclin, de souffrance et de mort, dans une pièce d'une noirceur absolue et dont le titre d'origine biblique exprime la volonté universalisante et humanisante. Beckett s'en prend à ce Dieu impuissant à soulager les souffrances des hommes, injuste et cruel, tuant sans raison.
Selon l'auteur, la question de savoir si M. Rooney a jeté ou non la petite fille hors du wagon n'a pas de réponse : « nous ne le savons pas, en tout cas moi je ne le sais pas ». Pour Beckett, ce n'est pas du théâtre, et toute dimension visuelle détruit « ce qui en fait l'éventuelle qualité et qui tient à ce que tout cela sort du noir ».